# Божко Артем Володимирович
Артем Володимирович Божко (30 жовтня 1985, м. Воскресенськ, СРСР) — білоруський хокеїст, правий нападник.
Вихованець хокейної школи «Хімік» (Воскресенськ), тренери — М.Жаров, І.Ігнатов. Виступав за  «Мотор» (Барнаул), «Металург» (Сєров), «Автомобіліст» (Єкатеринбург), «Зауралля» (Курган), «Южний Урал» (Орськ), «Капітан» (Ступіно), ХК «Вітебськ», «Німан» (Гродно), «Краковію».